# クーベル
クーベル（kübell）は、日本の株式会社CAMPWILLが展開するキッチンウェアブランドである。

## 概要
2021年にステンレスフライパンの第1号製品が発売された。金属加工で世界的に知られる新潟県燕三条地域で製造されており、職人の手作業によって一つひとつ仕上げられている。ステンレスとステンレスの間にアルミを挟んだ「アルミクラッド三層鋼」を採用し、優れた保温性と軽さを実現。高い耐久性と品質を備え、「一生モノのフライパン」として長期間の使用を想定した設計となっている。

## 沿革
- 2021年5月 - Makuakeにてクラウドファンディングを行い、223％の達成率を収める[4]
- 2022年1月 - 自社ECサイトオープン
- 2022年12月 - ステンレスフライパン27cm深型を販売開始
- 2024年3月 - 専用ガラス蓋を販売開始
- 2024年7月 - 本社移転
- 2025年3月 - 鉄フライパンを販売開始
- 2025年4月 - ステンレスフライパンソテーパン27cmを販売開始

## 製品一覧
2025年7月時点で、クーベルからは以下の製品が展開されている。

### ステンレス製フライパン
- フライパン（24cm） - カラー展開：黒、赤、無塗装
- 深型フライパン（27cm） - カラー展開：黒、赤、無塗装
- ソテーパン（27cm） - カラー展開：黒、赤、無塗装

### 鉄製フライパン
- フライパン（24cm）

### アクセサリー類
- 24cm用専用蓋
- 交換用ハンドル